# پرچم آکسفوردشر
پرچم آکسفوردشر در پذیرفته شد.